# Zgromadzenie Misyjne Służebnic Ducha Świętego
Zgromadzenie Misyjne Służebnic Ducha Świętego (łac. Congregatio Missionalis Servarum Spiritus Sancti, pot. Werbistki) – żeńskie katolickie misyjne zgromadzenie zakonne, założone przez św. Arnolda Janssena 8 grudnia 1889 roku. Hasłem zgromadzenia jest Niech żyje Święty, Trójjedyny Bóg w sercach naszych.
Zgromadzenie zostało założone w holenderskiej miejscowości Steyl nad rzeką Mozą przez ojca Arnolda Janssena. Pierwszymi członkiniami i współzałożycielkami zgromadzenia były matka Maria, bł. Helena Stollenwerk i bł. Matka Józefa (Hendryna Stenmanns). Pierwsza misja została założona w Argentynie w 1895 roku. Następne powstawały w Togo (1897), na Nowej Gwinei (1899), w USA (1901), Brazylii (1902), Chinach (1905), Japonii (1908), Mozambiku (1912) i Filipinach (1912). 
W okresie I wojny światowej misjonarki zostały wydalone z Afryki, w czasie II wojny światowej wiele z nich zginęło na Nowej Gwinei i w Indonezji. W latach 50. XX wieku, w wyniku decyzji komunistycznego rządu Chin ponad 200 misjonarek musiało opuścić ten kraj. 
Obecnie Zgromadzenie Misyjne Służebnic Ducha Świętego posiada swoje placówki w 44 krajach świata:
- w Europie: Holandia, gdzie znajduje się Dom Macierzysty, Włochy, Austria, Niemcy, Anglia, Irlandia, Szwajcaria, Hiszpania, Portugalia, Ukraina, Rosja, Słowacja, Czechy, Rumunia, Mołdawia, Polska (od roku 1921)
- w Afryce: Togo, Mozambik, Botswana, Ghana, Angola, Zambia, Etiopia, Benin i Południowa Afryka
- w Ameryce: Argentyna, Boliwia, Brazylia, Chile, Paragwaj, Meksyk, Kuba, USA, a także Antigua i Barbuda oraz Saint Kitts i Nevis
- w Azji: Indie, Indonezja, Timor Wschodni, Japonia, Korea Południowa, Filipiny, Tajwan
- w Oceanii: Australia oraz Papua-Nowa Gwinea

Działalność zgromadzenia, prócz ewangelizacji, od początku obejmowała szkolnictwo na wszystkich szczeblach (od przedszkoli do uniwersytetów), służbę zdrowia (przychodnie, kliniki, szpitale oraz ośrodki zdrowia w terenach trudno dostępnych), przyuczanie do prowadzenia domu oraz pielęgnacji dzieci. Obecnie siostry pracują też we wspólnotach pozbawionych kapłana, prowadzą leprozoria, zajmują się chorymi na AIDS i narkomanami, działają w obozach dla uchodźców.
Liczba członków zgromadzenia wynosi ok. 4000.

## Zgromadzenie w Polsce
Już Arnold Janssen myślał o założeniu Domu Misyjnego na ziemiach polskich, w tym też celu założył w Nysie na Śląsku w roku 1892 Dom Misyjny Św. Krzyża. Pierwsza placówka na terenie Polski, mająca być w przyszłości domem formacyjnym dla polskich sióstr, znajdowała się w Rybniku do momentu rozpoczęcia działań wojennych w 1939 roku.
W leżącym ok. 26km na zachód Raciborzu istniał od 1921 roku klasztor „Annuntiata” podległy Prowincji w Austrii. W tym czasie były to tereny wchodzące w obszar Rzeszy Niemieckiej. Jednakże po zakończonych działaniach wojennych Racibórz został włączony w granice Polski, więc tym samym siostry zaczęły już swoją działalność na ziemi polskiej. W 1967 roku pierwsza grupa sióstr wyjechała na misje.
Obecnie Zgromadzenie w Polsce ma trzy domy:
- Dom prowincjalny Annuntiata w Raciborzu
- Klasztor Trójcy Świętej w Sulejówku
- Dom w Bydgoszczy.

Łącznie  w Polsce siostry żyją i służą w 11 wspólnotach: W Raciborzu, Sulejówku, Bydgoszczy, Nysie, Pieniężnie, Chludowie, Mielcu, Polanicy Zdroju, Opolu, Rybniku i Węgorzewie.

## Błogosławione
- Bł. Maria Helena Stollenwerk
- Bł. Matka Józefa Stenmanns